# Скандальная мисс Пилгрим
«Скандальная мисс Пилгрим» (англ. The Shocking Miss Pilgrim) — цветной фильм 1947 года.

## Сюжет
В Бостон приезжает девушка, освоившая профессию машинистки, с попыткой доказать, что у женщин есть равные права и свою работу они могут выполнять не хуже, чем мужчины. 
Бостон к ней относится настороженно. Узнав, что она работает в офисе, ей отказывают в жилье. Еле-еле найдя приют для таких же изгоев, как она сама, Синтия Пилгрим при этом всё же заводит роман со своим начальством.
История о том, что женщина тоже может работать, если захочет, и вовсе не обязана быть дома и наслаждаться фактом своего замужества.

## В ролях
- Бетти Грейбл
- Дик Хеймс
- Энн Ревир
- Эллин Джослин
- Джин Локхарт
- Элизабет Паттерсон
- Элизабет Рисдон
- Артур Шилдс
- Чарлз Кемпер
- Рой Робертс
- Хэнк Уорден — офисный клерк (в титрах не указан)
- Мэрилин Монро (не подтверждено)

## Мэрилин Монро
Некоторые источники утверждают, что в этом фильме первую роль в кино исполнила Мэрилин Монро. Предположительно, она играла телефонистку. Однако найти Монро в кадре пока никому не удалось, хотя за кадром слышен голос, вероятно, принадлежащий актрисе. Возможно, сцена с ней была вырезана из финальной версии.